# Nucet (Dâmbovița)
Pour les articles homonymes, voir Nucet.
Nucet est une commune roumaine, située dans le județ de Dâmbovița. En 2011, sa population s'élevait à 4 057 habitants.

## Géographie
Nucet est située au sud de Târgoviște et est traversée par la route nationale 71 qui relie cette ville à Bucarest.

## Personnalité
- Mihai Antonescu (1904-1946), homme politique.